# Уодделл, Соня
Соня Кэрол Уодделл (англ. Sonia Carol Waddell; род. 19 февраля 1973, Hāwera, Таранаки), в девичестве Скоун (англ. Scown) — новозеландская гребчиха, выступавшая за сборную Новой Зеландии по академической гребле в 1995—2004 годах. Серебряная призёрка чемпионата мира, обладательница серебряной и бронзовой медалей Кубка мира, участница двух летних Олимпийских игр.

## Биография
Соня Скоун родилась 19 февраля 1973 года в городе Хавера, Новая Зеландия. Дочь известного новозеландского регбиста Алистэра Скоуна.
Начинала спортивную карьеру в лёгкой атлетике, в частности в 1990 году представляла Новую Зеландию в беге на 400 метров с барьерами на юниорском чемпионате мира в Пловдиве. Впоследствии перешла в академическую греблю, проходила подготовку в Кеймбридже в местном одноимённом клубе Cambridge Rowing Club.
Дебютировала в гребле на взрослом международном уровне в сезоне 1995 года, когда вошла в основной состав новозеландской национальной сборной и выступила на чемпионате мира в Тампере, где в зачёте парных четвёрок заняла итоговое девятое место.
В 1997 году в одиночках была пятой на этапе Кубка мира в Люцерне, закрыла десятку сильнейших на мировом первенстве в Эгбелете.
В 1998 году в одиночной дисциплине стала шестой на этапе Кубка мира в Люцерне и десятой на чемпионате мира в Кёльне. Также в этом сезоне вышла замуж за коллегу по сборной Роба Уодделла и на дальнейших соревнованиях выступала под фамилией мужа.
На мировом первенстве 1999 года в Сент-Катаринсе показала в одиночках пятый результат.
В 2000 году в одиночках выиграла бронзовую медаль на этапе Кубка мира в Вене и благодаря череде удачных выступлений удостоилась права защищать честь страны на летних Олимпийских играх в Сиднее — здесь финишировала в главном финале шестой.
После сиднейской Олимпиады Уодделл осталась в составе гребной команды Новой Зеландии на ещё один олимпийский цикл и продолжила принимать участие в крупнейших международных регатах. Так, в 2001 году в парных четвёрках она стала серебряной призёркой на этапе Кубка мира в Мюнхене и на чемпионате мира в Люцерне, где в решающем финальном заезде уступила экипажу из Германии.
В 2003 году стартовала в одиночках на мировом первенстве в Милане, сумела квалифицироваться лишь в утешительный финал В и расположилась в итоговом протоколе соревнований на седьмой строке.
Находясь в числе лидеров новозеландской национальной сборной, благополучно прошла отбор на Олимпийские игры 2004 года в Афинах — на сей раз в одиночках оказалась пятой.
Впоследствии проявила себя в велоспорте. В 2009 году стала призёром, а в 2011 году выиграла чемпионат Новой Зеландии в индивидуальной гонке с раздельным стартом. В 2010 году завоевала золотую медаль на шоссейном чемпионате мира среди спортсменов с ограниченными возможностями в групповой гонке на тандемах в качестве пилота.
Её двоюродная сестра Ребекка Скоун тоже добилась больших успехов в академической гребле, призёрка двух Олимпийских игр, двукратная чемпионка мира.